# فرنسوا فورغت
فرنسوا فورغت (بالفرنسية: François Forget)‏ هو عالم فيزياء فلكية وأستاذ جامعي ومهندس فرنسي، ولد في 1967.